# Belgiens Grand Prix 2025
Belgiens Grand Prix 2025, officiellt Formula 1 Moët & Chandon Belgian Grand Prix 2025, var ett Formel 1-lopp som kördes den 27 juli 2025 på Circuit de Spa-Francorchamps i Spa i Belgien. Loppet var det trettonde loppet ingående i Formel 1-säsongen 2025 och kördes över 44 varv. Loppet var det tredje under säsongen som använde sig av sprintformatet.

## Ställning i mästerskapet före loppet
| Pos. | Förare          | Poäng |
| ---- | --------------- | ----- |
| 1 ▬  | Oscar Piastri   | 234   |
| 2 ▬  | Lando Norris    | 226   |
| 3 ▬  | Max Verstappen  | 165   |
| 4 ▬  | George Russell  | 147   |
| 5 ▬  | Charles Leclerc | 119   |

| Pos. | Konstruktör       | Poäng |
| ---- | ----------------- | ----- |
| 1 ▬  | McLaren-Mercedes  | 460   |
| 2 ▬  | Ferrari           | 222   |
| 3 ▬  | Mercedes          | 210   |
| 4 ▬  | Red Bull          | 172   |
| 5 ▬  | Williams-Mercedes | 59    |

- Notering: Endast de fem bästa placeringarna i vardera mästerskap finns med på listorna.

## Sprintkvalet
Sprintkvalet kördes den 25 juli 2025, klockan 16:30 lokal tid (UTC+2), och fastställde startordningen för sprintracet.
| Pos.                    | Nr. | Förare            | Konstruktör                  | Kvaltider | Kvaltider | Kvaltider | Sprint- grid |
| Pos.                    | Nr. | Förare            | Konstruktör                  | SQ1       | SQ2       | SQ3       | Sprint- grid |
| ----------------------- | --- | ----------------- | ---------------------------- | --------- | --------- | --------- | ------------ |
| 1                       | 81  | Oscar Piastri     | McLaren-Mercedes             | 1:41.769  | 1:42.128  | 1:40.510  | 1            |
| 2                       | 1   | Max Verstappen    | Red Bull Racing-Honda RBPT   | 1:42.043  | 1:41.583  | 1:40.987  | 2            |
| 3                       | 4   | Lando Norris      | McLaren-Mercedes             | 1:42.068  | 1:41.412  | 1:41.128  | 3            |
| 4                       | 16  | Charles Leclerc   | Ferrari                      | 1:42.763  | 1:41.786  | 1:41.278  | 4            |
| 5                       | 31  | Esteban Ocon      | Haas-Ferrari                 | 1:42.822  | 1:41.801  | 1:41.565  | 5            |
| 6                       | 55  | Carlos Sainz Jr.  | Williams-Mercedes            | 1:42.776  | 1:42.051  | 1:41.761  | 6            |
| 7                       | 87  | Oliver Bearman    | Haas-Ferrari                 | 1:43.024  | 1:42.019  | 1:41.857  | 7            |
| 8                       | 10  | Pierre Gasly      | Alpine-Renault               | 1:43.171  | 1:41.949  | 1:41.959  | 8            |
| 9                       | 6   | Isack Hadjar      | Racing Bulls-Honda RBPT      | 1:42.711  | 1:42.088  | 1:41.971  | 9            |
| 10                      | 5   | Gabriel Bortoleto | Kick Sauber-Ferrari          | 1:42.806  | 1:41.901  | 1:42.176  | 10           |
| 11                      | 30  | Liam Lawson       | Racing Bulls-Honda RBPT      | 1:42.897  | 1:42.169  | N/A       | 11           |
| 12                      | 22  | Yuki Tsunoda      | Red Bull Racing-Honda RBPT   | 1:42.912  | 1:42.184  | N/A       | 12           |
| 13                      | 63  | George Russell    | Mercedes                     | 1:42.650  | 1:42.330  | N/A       | 13           |
| 14                      | 14  | Fernando Alonso   | Aston Martin Aramco-Mercedes | 1:42.427  | 1:42.453  | N/A       | 14           |
| 15                      | 18  | Lance Stroll      | Aston Martin Aramco-Mercedes | 1:42.736  | 1:42.832  | N/A       | 15           |
| 16                      | 23  | Alexander Albon   | Williams-Mercedes            | 1:43.212  | N/A       | N/A       | 16           |
| 17                      | 27  | Nico Hülkenberg   | Kick Sauber-Ferrari          | 1:43.217  | N/A       | N/A       | 17           |
| 18                      | 44  | Lewis Hamilton    | Ferrari                      | 1:43.408  | N/A       | N/A       | 18           |
| 19                      | 43  | Franco Colapinto  | Alpine-Renault               | 1:43.587  | N/A       | N/A       | PL1          |
| 20                      | 12  | Kimi Antonelli    | Mercedes                     | 1:45.394  | N/A       | N/A       | 19           |
| 107 %-gränsen: 1:48.892 |     |                   |                              |           |           |           |              |
| Källor:                 |     |                   |                              |           |           |           |              |

Noter
- ^1  – Franco Colapinto kvalade på 19:e plats, men fick starta sprintracet från depån, då hans bil modifierats under parc fermé.[4]

## Sprintracet
Sprintracet kördes den 26 juli 2025, klockan 12:00 lokal tid (UTC+2), och kördes över 15 varv.
| Pos.   | Nr. | Förare            | Konstruktör                  | Varv | Tid/Bröt    | Placering | Poäng |
| ------ | --- | ----------------- | ---------------------------- | ---- | ----------- | --------- | ----- |
| 1      | 1   | Max Verstappen    | Red Bull Racing-Honda RBPT   | 15   | 26:37.997   | 2         | 8     |
| 2      | 81  | Oscar Piastri     | McLaren-Mercedes             | 15   | +0.753      | 1         | 7     |
| 3      | 4   | Lando Norris      | McLaren-Mercedes             | 15   | +1.414      | 3         | 6     |
| 4      | 16  | Charles Leclerc   | Ferrari                      | 15   | +10.176     | 4         | 5     |
| 5      | 31  | Esteban Ocon      | Haas-Ferrari                 | 15   | +13.789     | 5         | 4     |
| 6      | 55  | Carlos Sainz Jr.  | Williams-Mercedes            | 15   | +14.964     | 6         | 3     |
| 7      | 87  | Oliver Bearman    | Haas-Ferrari                 | 15   | +18.610     | 7         | 2     |
| 8      | 6   | Isack Hadjar      | Racing Bulls-Honda RBPT      | 15   | +19.119     | 9         | 1     |
| 9      | 5   | Gabriel Bortoleto | Kick Sauber-Ferrari          | 15   | +22.183     | 10        |       |
| 10     | 30  | Liam Lawson       | Racing Bulls-Honda RBPT      | 15   | +22.897     | 11        |       |
| 11     | 22  | Yuki Tsunoda      | Red Bull Racing-Honda RBPT   | 15   | +24.551     | 12        |       |
| 12     | 63  | George Russell    | Mercedes                     | 15   | +25.969     | 13        |       |
| 13     | 18  | Lance Stroll      | Aston Martin Aramco-Mercedes | 15   | +26.595     | 15        |       |
| 14     | 14  | Fernando Alonso   | Aston Martin Aramco-Mercedes | 15   | +29.046     | 14        |       |
| 15     | 44  | Lewis Hamilton    | Ferrari                      | 15   | +30.175     | 18        |       |
| 16     | 23  | Alexander Albon   | Williams-Mercedes            | 15   | +30.941     | 16        |       |
| 17     | 12  | Kimi Antonelli    | Mercedes                     | 15   | +31.981     | 19        |       |
| 18     | 27  | Nico Hülkenberg   | Kick Sauber-Ferrari          | 15   | +32.867     | 17        |       |
| 19     | 43  | Franco Colapinto  | Alpine-Renault               | 15   | +38.072     | PL        |       |
| DNF    | 10  | Pierre Gasly      | Alpine-Renault               | 12   | Vattenläcka | PL1       |       |
| Källa: |     |                   |                              |      |             |           |       |

Noter
- ^1 – Pierre Gasly kvalade på 8:e plats, men rullades in i garaget före loppets start. Han startade därför från depån.[7]

## Kvalet
Kvalet kördes den 26 juli 2025, klockan 16:00 lokal tid (UTC+2), och fastställde startordningen för loppet.
| Pos.                    | Nr. | Förare            | Konstruktör                  | Kvaltider | Kvaltider | Kvaltider | Start- grid |
| Pos.                    | Nr. | Förare            | Konstruktör                  | Q1        | Q2        | Q3        | Start- grid |
| ----------------------- | --- | ----------------- | ---------------------------- | --------- | --------- | --------- | ----------- |
| 1                       | 4   | Lando Norris      | McLaren-Mercedes             | 1:41.010  | 1:40.715  | 1:40.562  | 1           |
| 2                       | 81  | Oscar Piastri     | McLaren-Mercedes             | 1:41.201  | 1:40.626  | 1:40.647  | 2           |
| 3                       | 16  | Charles Leclerc   | Ferrari                      | 1:41.635  | 1:41.084  | 1:40.900  | 3           |
| 4                       | 1   | Max Verstappen    | Red Bull Racing-Honda RBPT   | 1:41.334  | 1:40.951  | 1:40.903  | 4           |
| 5                       | 23  | Alexander Albon   | Williams-Mercedes            | 1:41.772  | 1:41.505  | 1:41.201  | 5           |
| 6                       | 63  | George Russell    | Mercedes                     | 1:41.784  | 1:41.254  | 1:41.260  | 6           |
| 7                       | 22  | Yuki Tsunoda      | Red Bull Racing-Honda RBPT   | 1:41.840  | 1:41.245  | 1:41.284  | 7           |
| 8                       | 6   | Isack Hadjar      | Racing Bulls-Honda RBPT      | 1:41.572  | 1:41.281  | 1:41.310  | 8           |
| 9                       | 30  | Liam Lawson       | Racing Bulls-Honda RBPT      | 1:41.748  | 1:41.297  | 1:41.328  | 9           |
| 10                      | 5   | Gabriel Bortoleto | Kick Sauber-Ferrari          | 1:41.908  | 1:41.336  | 1:42.387  | 10          |
| 11                      | 31  | Esteban Ocon      | Haas-Ferrari                 | 1:41.884  | 1:41.525  | N/A       | 11          |
| 12                      | 87  | Oliver Bearman    | Haas-Ferrari                 | 1:41.617  | 1:41.617  | N/A       | 12          |
| 13                      | 10  | Pierre Gasly      | Alpine-Renault               | 1:41.800  | 1:41.633  | N/A       | 13          |
| 14                      | 27  | Nico Hülkenberg   | Kick Sauber-Ferrari          | 1:41.844  | 1:41.707  | N/A       | 14          |
| 15                      | 55  | Carlos Sainz Jr.  | Williams-Mercedes            | 1:41.691  | 1:41.758  | N/A       | PL1         |
| 16                      | 44  | Lewis Hamilton    | Ferrari                      | 1:41.939  | N/A       | N/A       | PL2         |
| 17                      | 43  | Franco Colapinto  | Alpine-Renault               | 1:42.022  | N/A       | N/A       | 15          |
| 18                      | 12  | Kimi Antonelli    | Mercedes                     | 1:42.139  | N/A       | N/A       | PL2         |
| 19                      | 14  | Fernando Alonso   | Aston Martin Aramco-Mercedes | 1:42.385  | N/A       | N/A       | PL2         |
| 20                      | 18  | Lance Stroll      | Aston Martin Aramco-Mercedes | 1:42.502  | N/A       | N/A       | 16          |
| 107 %-gränsen: 1:48.080 |     |                   |                              |           |           |           |             |
| Källor:                 |     |                   |                              |           |           |           |             |

Noter
- ^1 – Carlos Sainz Jr. kvalade på 15:e plats, men fick starta loppet från depån, då hans bil modifierats under parc fermé.[10]
- ^2 – Lewis Hamilton, Kimi Antonelli och Fernando Alonso kvalade på 16:e, 18:e respektive 19:e, men fick starta loppet från depån för att ha överskridit kvoten av power unit-delar och bytt dessa under parc fermé.[10]

## Loppet
Loppet kördes den 27 juli 2025, och var planerat att starta klockan 15:00 lokal tid (UTC+2). Ett formationsvarv gjordes bakom säkerhetsbil, men rödflaggades på grund av för dåligt väder. Starten fördröjdes till klockan 16:20. Loppet kördes över 44 varv.
| Pos.    | Nr. | Förare            | Konstruktör                  | Varv | Tid/Bröt    | Placering | Poäng |
| ------- | --- | ----------------- | ---------------------------- | ---- | ----------- | --------- | ----- |
| 1       | 81  | Oscar Piastri     | McLaren-Mercedes             | 44   | 1:25:22.601 | 2         | 25    |
| 2       | 4   | Lando Norris      | McLaren-Mercedes             | 44   | +3.415      | 1         | 18    |
| 3       | 16  | Charles Leclerc   | Ferrari                      | 44   | +20.185     | 3         | 15    |
| 4       | 1   | Max Verstappen    | Red Bull Racing-Honda RBPT   | 44   | +21.731     | 4         | 12    |
| 5       | 63  | George Russell    | Mercedes                     | 44   | +34.863     | 6         | 10    |
| 6       | 23  | Alexander Albon   | Williams-Mercedes            | 44   | +39.926     | 5         | 8     |
| 7       | 44  | Lewis Hamilton    | Ferrari                      | 44   | +40.679     | PL        | 6     |
| 8       | 30  | Liam Lawson       | Racing Bulls-Honda RBPT      | 44   | +52.033     | 9         | 4     |
| 9       | 5   | Gabriel Bortoleto | Kick Sauber-Ferrari          | 44   | +56.434     | 10        | 2     |
| 10      | 10  | Pierre Gasly      | Alpine-Renault               | 44   | +1:12.714   | 13        | 1     |
| 11      | 87  | Oliver Bearman    | Haas-Ferrari                 | 44   | +1:13.145   | 12        |       |
| 12      | 27  | Nico Hülkenberg   | Kick Sauber-Ferrari          | 44   | +1:13.628   | 14        |       |
| 13      | 22  | Yuki Tsunoda      | Red Bull Racing-Honda RBPT   | 44   | +1:15.395   | 7         |       |
| 14      | 18  | Lance Stroll      | Aston Martin Aramco-Mercedes | 44   | +1:19.831   | 16        |       |
| 15      | 31  | Esteban Ocon      | Haas-Ferrari                 | 44   | +1:26.063   | 11        |       |
| 16      | 12  | Kimi Antonelli    | Mercedes                     | 44   | +1:26.721   | PL        |       |
| 17      | 14  | Fernando Alonso   | Aston Martin Aramco-Mercedes | 44   | +1:27.924   | PL        |       |
| 18      | 55  | Carlos Sainz Jr.  | Williams-Mercedes            | 44   | +1:32.024   | PL        |       |
| 19      | 43  | Franco Colapinto  | Alpine-Renault               | 44   | +1:35.520   | 15        |       |
| 20      | 6   | Isack Hadjar      | Racing Bulls-Honda RBPT      | 43   | +1 varv     | 8         |       |
| Källor: |     |                   |                              |      |             |           |       |

## Ställning i mästerskapet efter loppet
| Pos. | Förare          | Poäng |
| ---- | --------------- | ----- |
| 1 ▬  | Oscar Piastri   | 266   |
| 2 ▬  | Lando Norris    | 250   |
| 3 ▬  | Max Verstappen  | 185   |
| 4 ▬  | George Russell  | 157   |
| 5 ▬  | Charles Leclerc | 139   |

| Pos. | Konstruktör       | Poäng |
| ---- | ----------------- | ----- |
| 1 ▬  | McLaren-Mercedes  | 516   |
| 2 ▬  | Ferrari           | 248   |
| 3 ▬  | Mercedes          | 220   |
| 4 ▬  | Red Bull          | 192   |
| 5 ▬  | Williams-Mercedes | 70    |

- Notering: Endast de fem bästa placeringarna i vardera mästerskap finns med på listorna.